# (5678) DuBridge
(5678) DuBridge est un astéroïde de la ceinture principale.

## Description
(5678) DuBridge est un astéroïde de la ceinture principale. Il fut découvert le 1er octobre 1989 à l'Observatoire Palomar par Eleanor Francis Helin. Il présente une orbite caractérisée par un demi-grand axe de 2,73 UA, une excentricité de 0,27 et une inclinaison de 34,1° par rapport à l'écliptique.

## Compléments